# Trachelopachys aemulatus
Trachelopachys aemulatus là một loài nhện trong họ Trachelidae.
Loài này thuộc chi Trachelopachys. Trachelopachys aemulatus được Willis J. Gertsch miêu tả năm 1942.